# Spiniphryne
Spiniphryne is een geslacht van straalvinnige vissen uit de familie van armvinnigen (Oneirodidae). Het geslacht is voor het eerst wetenschappelijk beschreven in 1951 door Bertelsen.

## Soorten
- Spiniphryne duhameli Pietsch & Baldwin, 2006
- Spiniphryne gladisfenae (Beebe, 1932)